# Fauna di Mauritius

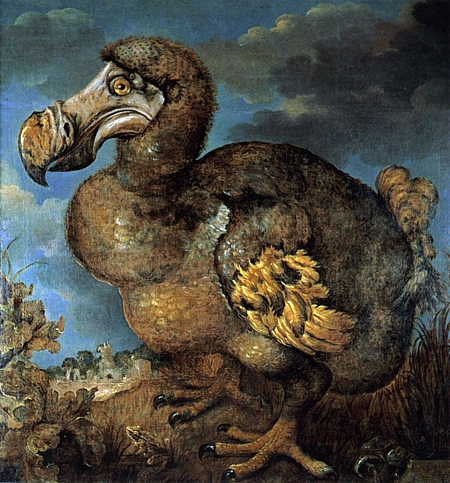
Il dodo, estinto, è l'animale più celebre di Mauritius

La fauna di Mauritius, a causa del suo isolamento geografico, è molto ricca di specie endemiche, molte delle quali sono considerate in pericolo critico di estinzione.

Sin dal suo primo insediamento sull'isola nel XVI secolo, l'uomo si è reso responsabile di pesanti alterazioni dell'equilibrio dell'ecosistema insulare: la caccia, la deforestazione e la introduzione di numerose specie alloctone, hanno portato all'estinzione di numerose specie native, la più famosa delle quali è il dodo (Raphus cucullatus).

## Mammiferi

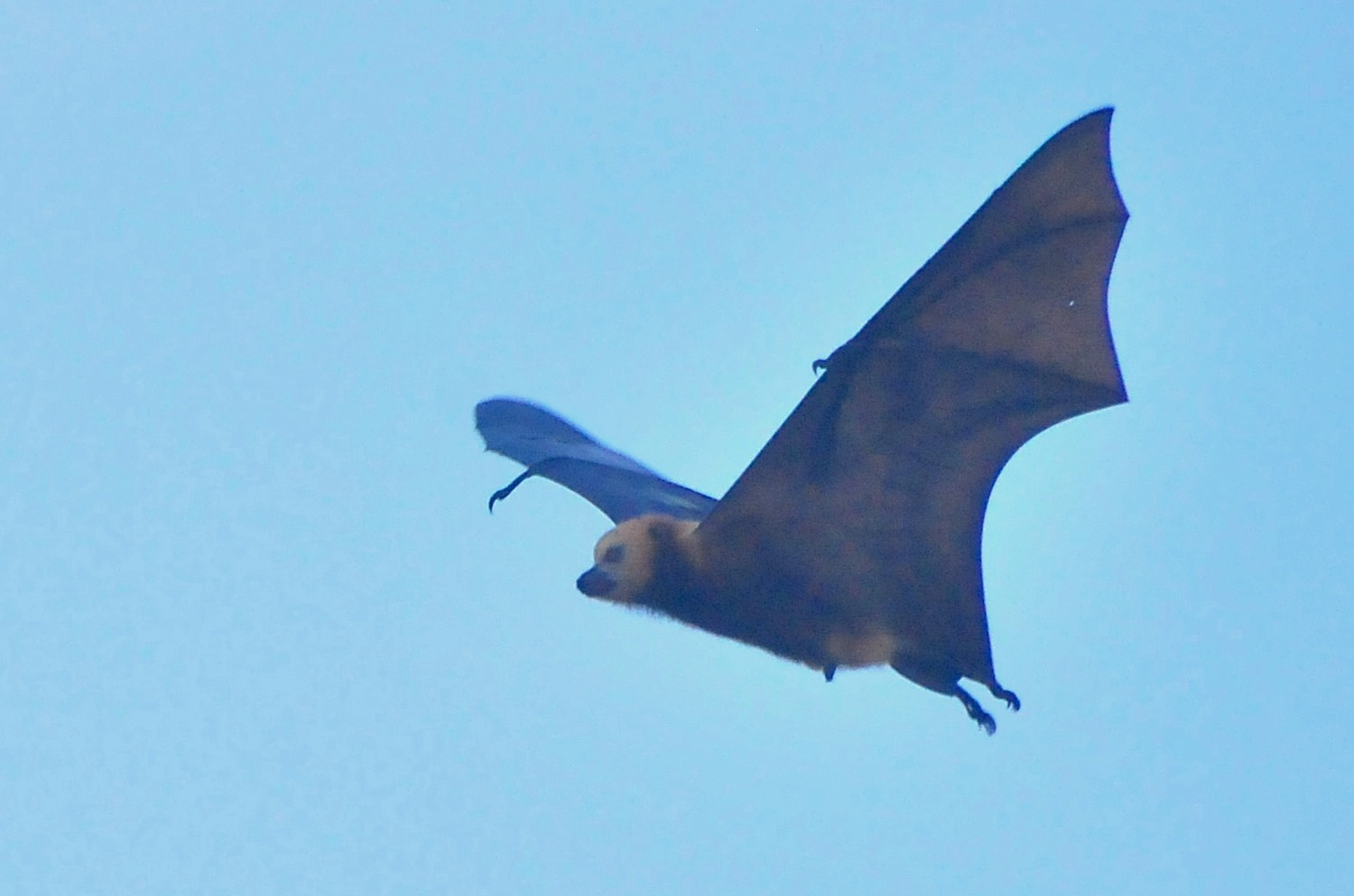
Volpe volante maggiore (Pteropus niger)

Gli unici mammiferi terrestri nativi di Mauritius sono pipistrelli. Un tempo l'isola ospitava due diverse specie di pipistrelli frugivori: la volpe volante maggiore delle Mascarene (Pteropus niger) e la piccola volpe volante delle Mascarene (Pteropus subniger); quest'ultima è stata dichiarata estinta nel 1873. Sono inoltre presenti due microchirotteri: Mormopterus acetabulosus (Molossidae) e Taphozous mauritianus (Emballonuridae).
Un certo numero di mammiferi sono stati introdotti sull'isola sia accidentalmente che intenzionalmente, tra cui il macaco di Giava (Macaca fascicularis), il sambar di Giava (Rusa timorensis), oltre a manguste, maiali selvatici, ratti e gatti.

## Uccelli

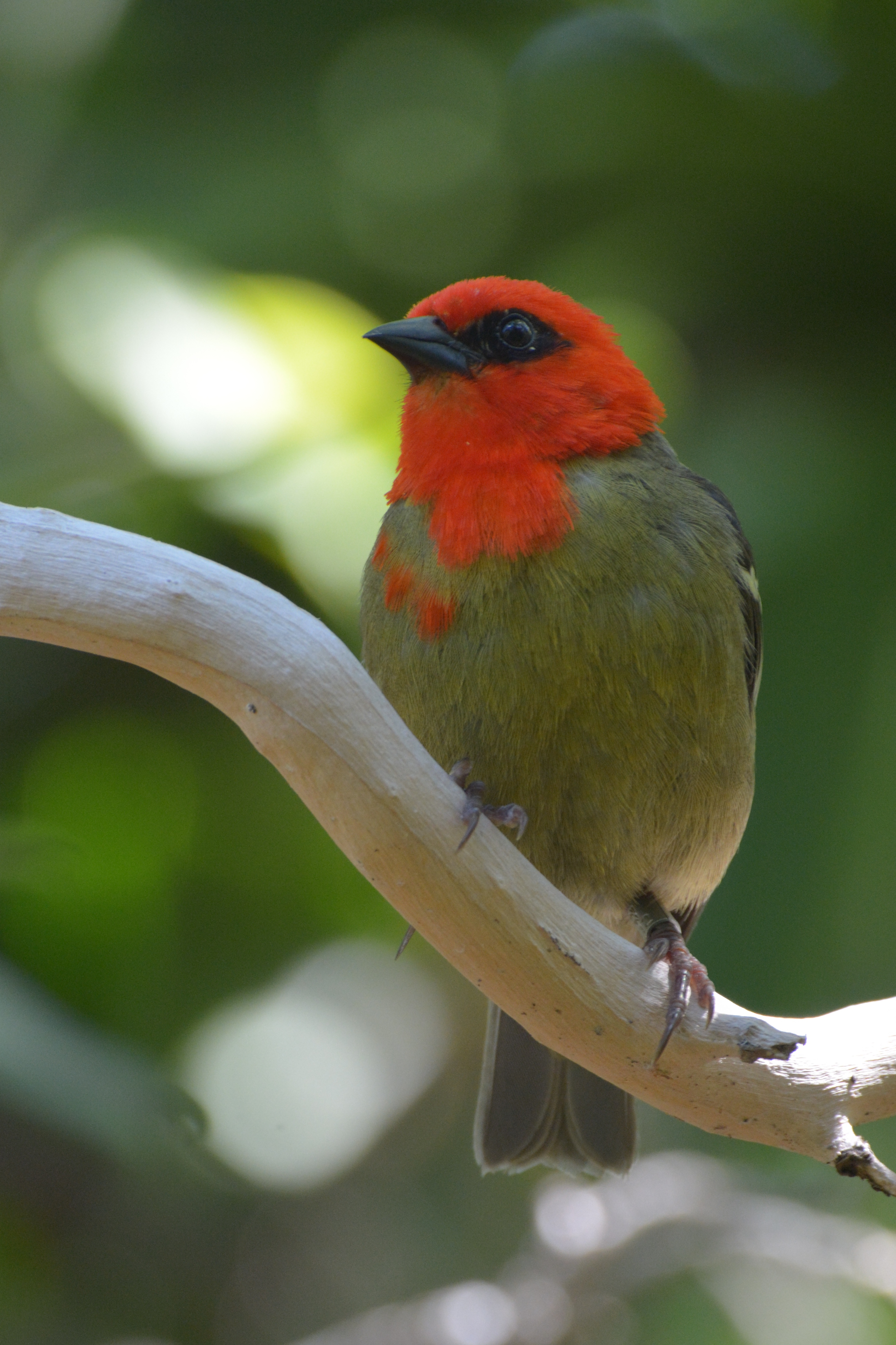
Tessitore di Mauritius
(Foudia rubra)

Sull'isola sono state censite oltre 100 specie di uccelli e tra queste molte sono le specie considerate, in diversa misura, a rischio. Tra queste: il gheppio di Mauritius (Falco punctatus), il parrocchetto di Mauritius (Psittacula eques), la colomba rosata (Nesoenas mayeri), la coracina di Mauritius (Lalage typica), il bulbul di Mauritius (Hypsipetes olivaceus), il pigliamosche del paradiso delle Mascarene (Terpsiphone bourbonnensis), l'occhialino olivaceo di Mauritius (Zosterops chloronothos) e il tessitore di Mauritius (Foudia rubra).
Sono già estinti, oltre al già citato dodo (Raphus cucullatus), il gufo di Mauritius (Mascarenotus sauzieri), il piccione blu di Mauritius (Alectroenas nitidissimus), la casarca di Mauritius (Alopochen mauritiana), il rallo rosso (Aphanapteryx bonasia), il pappagallo a becco grosso (Lophopsittacus mauritianus) e la nitticora di Mauritius (Nycticorax mauritianus).
Fra le specie introdotte si possono infine citare il tessitore fiammante del Madagascar (Foudia madagascariensis), il merlo indiano (Gracula religiosa), la maina comune (Acridotheres tristis), il tessitore gendarme (Ploceus cucullatus), il bulbul dai mustacchi rossi (Pycnonotus jocosus) e la tortora zebrata (Geopelia striata).

## Rettili

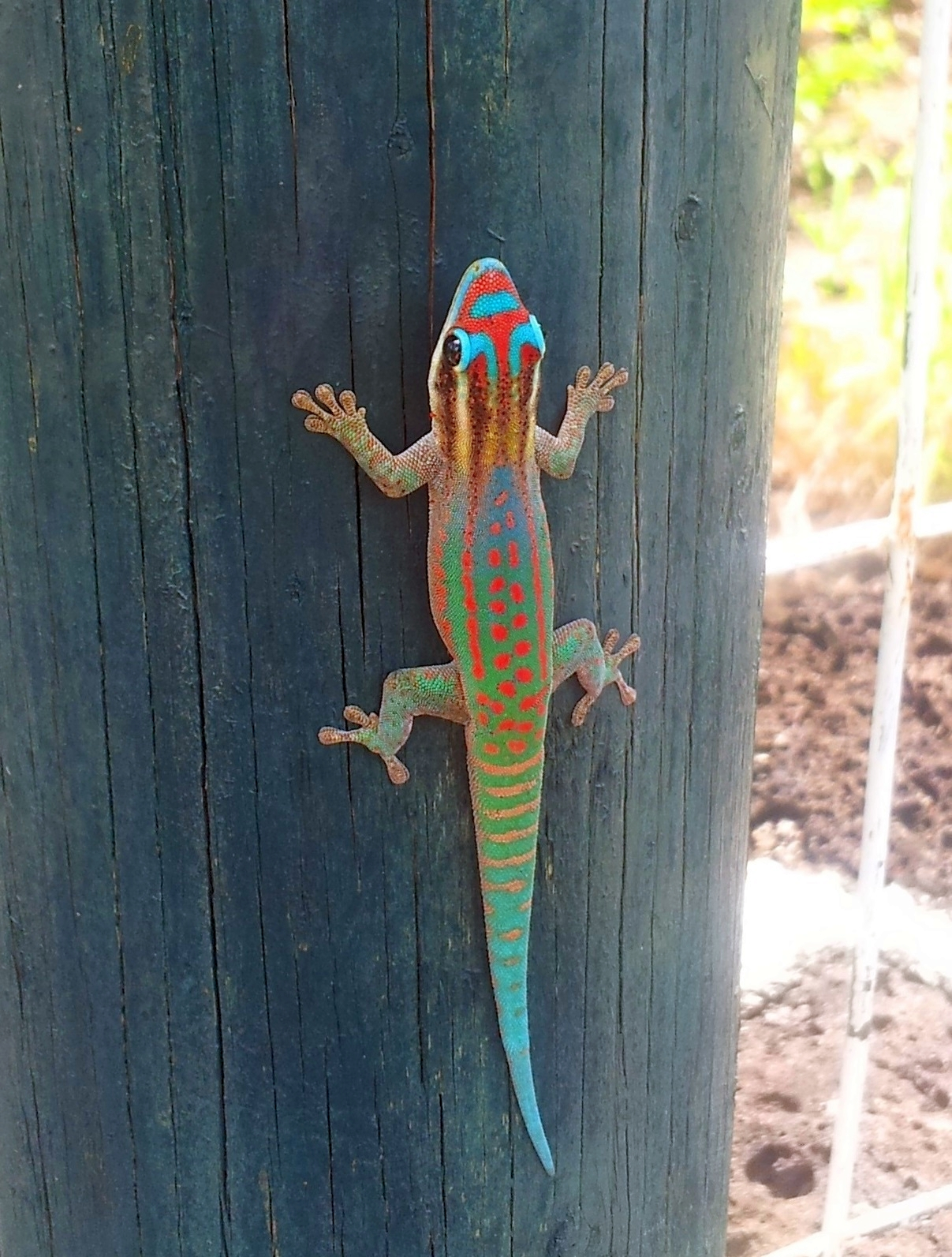
Geco diurno di Mauritius
(Phelsuma ornata)

Sull'isola di Mauritius sono state censite 31 specie di rettili.
Il maggior contributo alla biodiversità è dato dai sauri, con 21 specie: 16 della famiglia Gekkonidae (tra cui Ebenavia inunguis, Gehyra mutilata, Hemidactylus frenatus, Nactus coindemirensis, Nactus serpensinsula, Phelsuma cepediana, Phelsuma guentheri e Phelsuma ornata), quattro della famiglia Scincidae (Cryptoblepharus boutonii, Gongylomorphus bojerii, Leiolopisma mauritiana e Leiolopisma telfairii) e un agamide (Calotes versicolor).

Tra i serpenti merita di essere ricordato l'estinto boa fossorio di Round Island (Bolyeria multocarinata), che un tempo popolava l'intera isola; sempre su Round Island sopravvive invece il boa terrestre di Round Island (Casarea dussumieri), unica specie vivente della famiglia Bolyeridae. Altre specie di serpenti presenti sono: Cathetorhinus melanocephalus (Gerrhopilidae), Lycodon capucinus (Colubridae), Indotyphlops braminus e Typhlops cariei (Typhlopidae).
Tra le specie introdotte si segnala la presenza di due testuggini: l'asiatica tartaruga dal guscio molle Palea steindachneri e l'africana Pelusios subniger. Vanno menzionate infine le estinte testuggine gigante dal dorso a sella (Cylindraspis inepta) e testuggine gigante dal dorso a cupola (Cylindraspis triserrata).

## Invertebrati
La fauna invertebrata di Mauritius è tuttora poco studiata.
Sono state censite circa 30 specie di farfalle tra cui le endemiche Euploea euphon (Nymphalidae), Papilio manlius (Papilionidae), Amauris phoedon (Nymphalidae), Cyclyrius mandersi (Lycaenidae), Eagris sabadius (Hesperiidae).
Sono presenti anche molte specie di lumache terrestri, minacciate dalla introduzione della specie carnivora alloctona Euglandina rosea.